# Prove d'accusa
Prove d'accusa (Loved) è un film del 1997, diretto da Erin Dignam.

## Trama
Hedda Amerson è una giovane donna che è stata coinvolta in passato in una relazione violenta con il suo primo giovane fidanzato, il cui abuso ha avuto un impatto sulla sua promettente carriera nel nuoto. Da quando Hedda lo ha lasciato, questi ha spinto tre donne a tentare il suicidio, l'ultima delle quali ci è riuscita. Hedda viene citata in tribunale per testimoniare sul suo comportamento violento, ma è riluttante ad andare fino in fondo. Il caso viene assegnato al procuratore distrettuale K.D. Dietrickson.